# Limodorum
Limodorum é um género botânico pertencente à família das orquídeas (Orchidaceae).

## Classificação do gênero
| Sistema | Classificação                    | Referência               |
| ------- | -------------------------------- | ------------------------ |
| Linné   | Classe Gynandria, ordem Diandria | Species plantarum (1753) |